# Radka Stojanowa
Radka Jordanowa Stojanowa (bułg. Радка Йорданова Стоянова; ur. 7 lipca 1964 w Warnie) – bułgarska wioślarka. Srebrna medalistka olimpijska z Seulu.
Zawody w 1988 były jej jedynymi igrzyskami olimpijskimi. Srebrny medal zdobyła w dwójce bez sternika. Partnerowała jej Łałka Berberowa. Brała udział w kilku edycjach mistrzostwach świata, w różnych konkurencjach.